# Ronald McNair
Ronald Erwin McNair (Lake City, 21 oktober 1950 – Cape Canaveral, 28 januari 1986) was een Amerikaans ruimtevaarder die omkwam bij de ramp met de Spaceshuttle Challenger.
McNair’s eerste ruimtevlucht was STS-41-B met de spaceshuttle Challenger en vond plaats op 3 februari 1984. Het was de tiende Space Shuttlemissie en de vierde vlucht voor de Challenger.